# Rovaro
Il Rovaro è un torrente sito in Italia, nella provincia di Bergamo.

## Descrizione
Nasce dalle pendici del monte Rena ad un'altezza di circa 900 m s.l.m., nei pressi del piccolo insediamento di Ganda, frazione di Aviatico.
Si sviluppa con andamento lineare ed un'elevata pendenza nella scoscesa valle omonima, stretta tra i monti Rena e Ganda, raggiungendo dopo due soli chilometri il fondovalle della val Seriana, dove segna il limite territoriale tra i comuni di Albino e Gazzaniga, prima di immettersi da destra nel fiume Serio.
Deve il suo nome alla radice mediterranea "rava", indicante una frana o un territorio friabile, termine comune in località collinari o montuose dell'arco alpino.

## Storia
Nei pressi del suo alveo sono stati rinvenuti reperti archeologici risalenti all'età del rame, tra cui tracce di frequentazioni e sepolture umane e resti di animali quali volpi, marmotte e orsi.